# 6991 Chichibu
A 6991 Chichibu (ideiglenes jelöléssel 1995 AX) a Naprendszer kisbolygóövében található aszteroida. Kobajasi Takao fedezte fel 1995. január 6-án.